# Садовський Станіслав Валерійович
Станісла́в Вале́рійович Садо́вський (1992—2022) — старший сержант ОЗСП «Азов» Національної гвардії України, учасник російсько-української війни, що загинув у ході російського вторгнення в Україну в 2022 році.

## Життєпис
Народився 27 серпня 1992 в місті Харків. Здобув вищу освіту в Харківській гуманітарно-педагогічній академії. В цивільному житті працював з програмним управлінням у ТОВ «Сталекс».
Часто їздив в Грузію.
У травні 2017 року чоловік долучився до лав Окремого загону спеціального призначення НГУ «Азов». Брав участь в АТО/ООС. На момент повномасштабного російського вторгнення Станіслав обіймав посаду старшого стрільця-навідника відділення вогневої підтримки снайперської групи.
З 24 лютого 2022 року брав участь у боях за Маріуполь.
Загинув внаслідок ворожого авіаудару по комбінату «Азовсталь», в бункері якого перебували українські воїни, загинуло багато захисників.